# Booking Holdings
Booking Holdings Inc. er en amerikansk rejsesoftwarevirksomhed, der ejer og driver rejsewebsites og rejse-metasøgemaskiner. Virksomhedens sites omfatter Booking.com, Priceline.com, Agoda.com, Kayak.com, Cheapflights, Rentalcars.com, Momondo.com og OpenTable. De er tilgængelige på 40 sprog i 200 lande.
I 2017 kom 89 % af bruttofortjenesten udenfor USA.